# 레어드 해밀턴

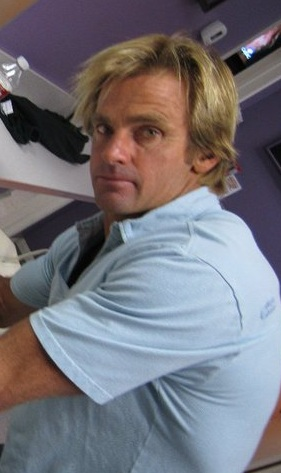
레어드 해밀턴

레어드 해밀턴(Laird Hamilton, 1964년 3월 2일 ~ )은 미국의 서퍼, 스포츠 모델이다. 발리볼 선수 게이브리엘 리스와 결혼하였다.

## 생애
1964년 3월 2일 레어드 존 저퍼스(Laird John Zerfas)라는 이름으로 샌프란시스코에서 태어나 하와이주 마우이섬에서 자랐다.